# Interdynamics MKS
Interdynamics MKS — экспериментальный шведский автомат, выполненный по пистолетной схеме (горловина магазина заменяет собой пистолетную рукоятку). Благодаря этому оригинальному решению оружие получилось довольно компактным и лёгким, однако неудобным в обращении из-за большой ширины магазина для 5,56-мм патронов, из-за чего так и не поступило на вооружение.

## Разработка
О разработке было объявлено осенью 1975 года, как сообщили международной прессе представители шведской армии, MKS разрабатывался для замены имеющихся на вооружении автоматической винтовки G3 и пистолет-пулемёта M/45.

## Устройство
В остальном устройство MKS было довольно традиционным: газоотводный автомат, запирание поворотом затвора на 6 боевых упоров, стрельба с закрытого затвора. Рукоятка затвора расположена сверху ствольной коробки и легкодоступна с обеих сторон. Металлический приклад складывается вправо и образует подобие дополнительной передней рукоятки. Корпус оружия и ствольная коробка стальные. Автомат мог использоваться вместе со штык-ножом.

## Сравнительная характеристика
| Сравнительная характеристика различных вариантов MKS | Сравнительная характеристика различных вариантов MKS | Сравнительная характеристика различных вариантов MKS | Сравнительная характеристика различных вариантов MKS |
| Оружие                                               | MKS Rifle (винтовка)                                 | MKS Carbine (карабин)                                | X Rifle (винтовка)                                   |
| ---------------------------------------------------- | ---------------------------------------------------- | ---------------------------------------------------- | ---------------------------------------------------- |
| Калибр (мм)                                          | 5,56                                                 | 5,56                                                 | 5,56                                                 |
| Масса без патронов (кг)                              | 2,75                                                 | 2,36                                                 | 3,3                                                  |
| Масса снаряженного магазина (кг)                     | 0,53                                                 | 0,53                                                 | 0,6                                                  |
| Масса оружия с патронами и ремнём (кг)               | 3,36                                                 | 2,97                                                 | 4,0                                                  |
| Длина полная (мм)                                    | 868                                                  | 751                                                  | 940                                                  |
| Длина со сложенным прикладом (мм)                    | 634                                                  | 517                                                  | 720                                                  |
| Длина ствола (мм)                                    | 467                                                  | 350                                                  | 470                                                  |
| Начальная скорость пули (м/сек)                      | 975                                                  | 925                                                  | 975                                                  |
| Темп стрельбы (выстр./сек)                           | от 12 до 18 (регулируемый)                           | от 12 до 18 (регулируемый)                           | 12 (постоянный)                                      |
| Настройка кратности прицела (м)                      | 250 и 400 (постоянный)                               | 250 и 400 (постоянный)                               | от 100 до 400 (настраиваемый)                        |